# 카이 윈딩
카이 크레스텐 윈딩(영어: Kai Chresten Winding, 1922년 5월 18일~1983년 5월 6일)은 덴마크 태생 미국의 트롬본 연주자이자 재즈 작곡가였다. 그는 동료 트롬본 연주자 J. J. 존슨과의 협업으로 유명하다. 그의 연주인 영화 《몬도 카네》의 테마곡 〈More〉는 1963년 빌보드 핫 100 차트에서 8위에 올랐으며, 그의 유일한 작품으로 남아 있다.

## 생애
윈딩은 덴마크 오르후스에서 태어났다. 그의 아버지인 오베 윈딩은 귀화한 미국 시민권자였기 때문에 카이와 그의 어머니, 자매들은 이미 해외에서 태어났지만 이미 미국 시민이었다. 1934년 9월, 그의 어머니 제니 윈딩은 카이와 그의 두 자매인 앤과 앨리스를 이사시켰다. 카이는 1940년 뉴욕의 스투이베산트 고등학교를 졸업하고 같은 해 쇼티 앨런의 밴드에서 프로 트롬본 연주자로서의 경력을 시작했다. 이후 소니 더넘, 앨비노 레이와 함께 연주하다가 제2차 세계 대전 중 미국 해안경비대에 입대했다.
전쟁이 끝난 후, 윈딩은 베니 굿먼의 오케스트라와 스탠 켄튼의 오케스트라의 일원이었다. 그는 1949년에 열린 《Birth of the Cool》 세션에 참여하여 열두 곡 중 네 곡에 참여했으며, 나머지 여덟 곡에는 J. J. 존슨이 참여하여 나머지 두 곡에 참여했다.
그의 아들 자이 윈딩은 키보디스트로 로스앤젤레스에서 세션 음악가, 작가, 프로듀서로 활동한 바 있다.

### 사망
카이 윈딩은 뉴욕 용커스에 있을 때 재발한 뇌질환으로 인해 병원으로 이송되었고, 이후 1983년 어느 날 합병증으로 사망했다.